# 洛夫琴山
洛夫琴山是一座山及國家公園，位於黑山西南部，其別稱「黑山」是該國國名的由來。此山具有兩座山峰──Štirovnik（1,749米）和Jezerski VRH（1,657米）。山的兩邊，一邊是大海，一邊是陸地。洛夫琴山上有1158個植物物種，其中更有4個物種是當地特有的。